# Monumento all'imperatore Guglielmo I

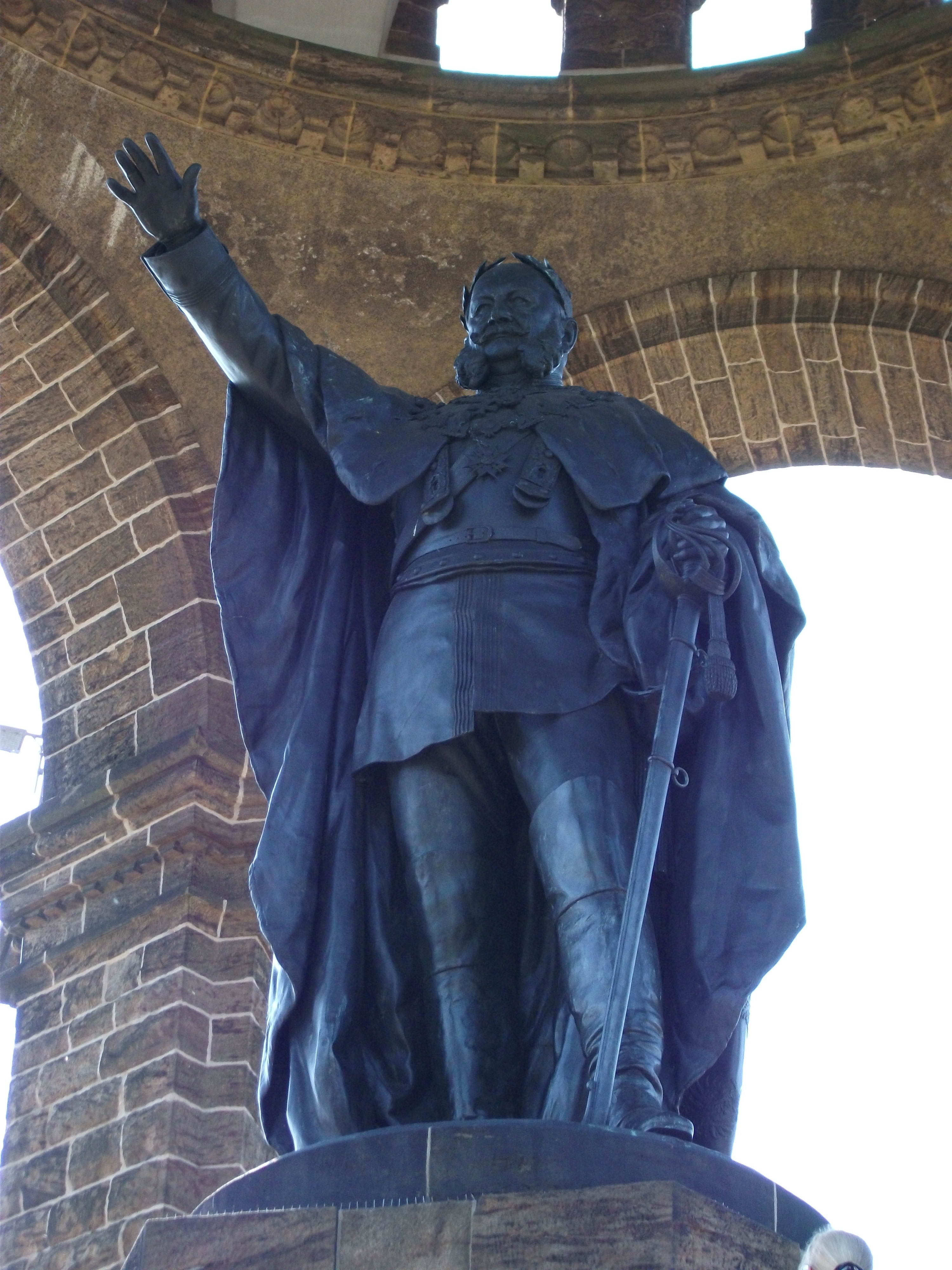
Statua di Guglielmo I all'interno del monumento

Il monumento all'imperatore Guglielmo (in tedesco Kaiser-Wilhelm-Denkmal), vicino alla città di Porta Westfalica nella contea di Minden-Lübbecke nel Nord Reno-Westfalia, è un monumento colossale sopra la gola del Weser di Porta Westfalica, la "Porta della Westfalia". Fu eretto per onorare il primo imperatore tedesco, Guglielmo I (1797–1888), dall'allora provincia prussiana di Westfalia tra il 1892 e il 1896 ed emerse sullo sfondo di una nascente identità nazionale tedesca. Il monumento, che è alto circa 88 metri è classificato come uno dei monumenti nazionali della Germania.
L'architetto di questo importante monumento fu Bruno Schmitz e lo scultore Caspar von Zumbusch. Dal 2008 fa parte della Strada dei Monumenti. A causa della sua posizione geografica dominante, è il punto di riferimento più importante della città di Porta Westfalica e della Westfalia nord orientale.

## Posizione

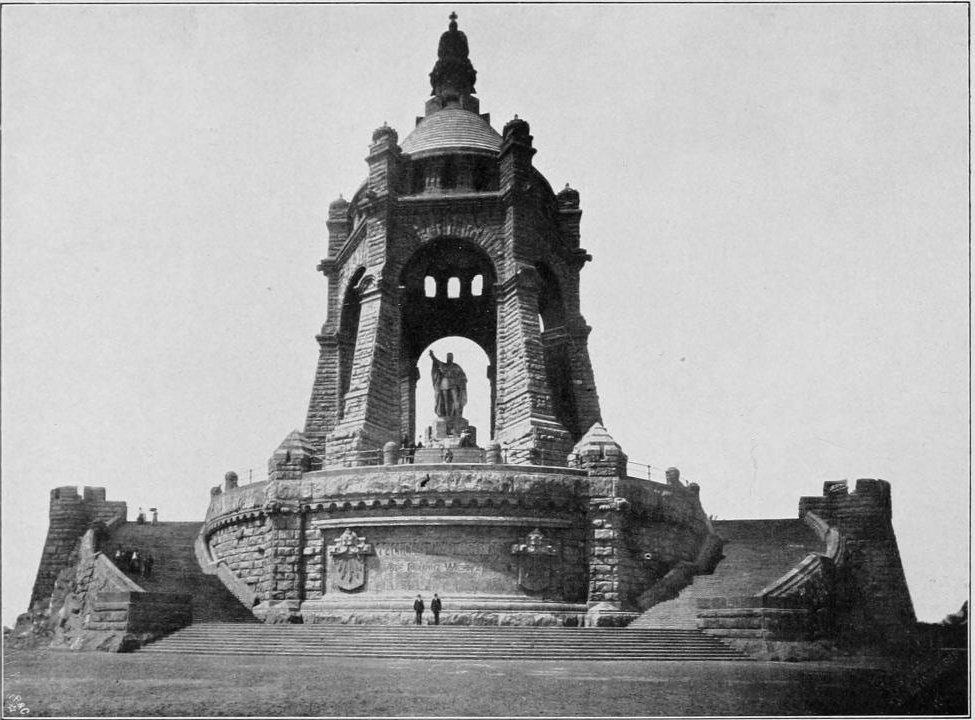
Il memoriale intorno al 1909

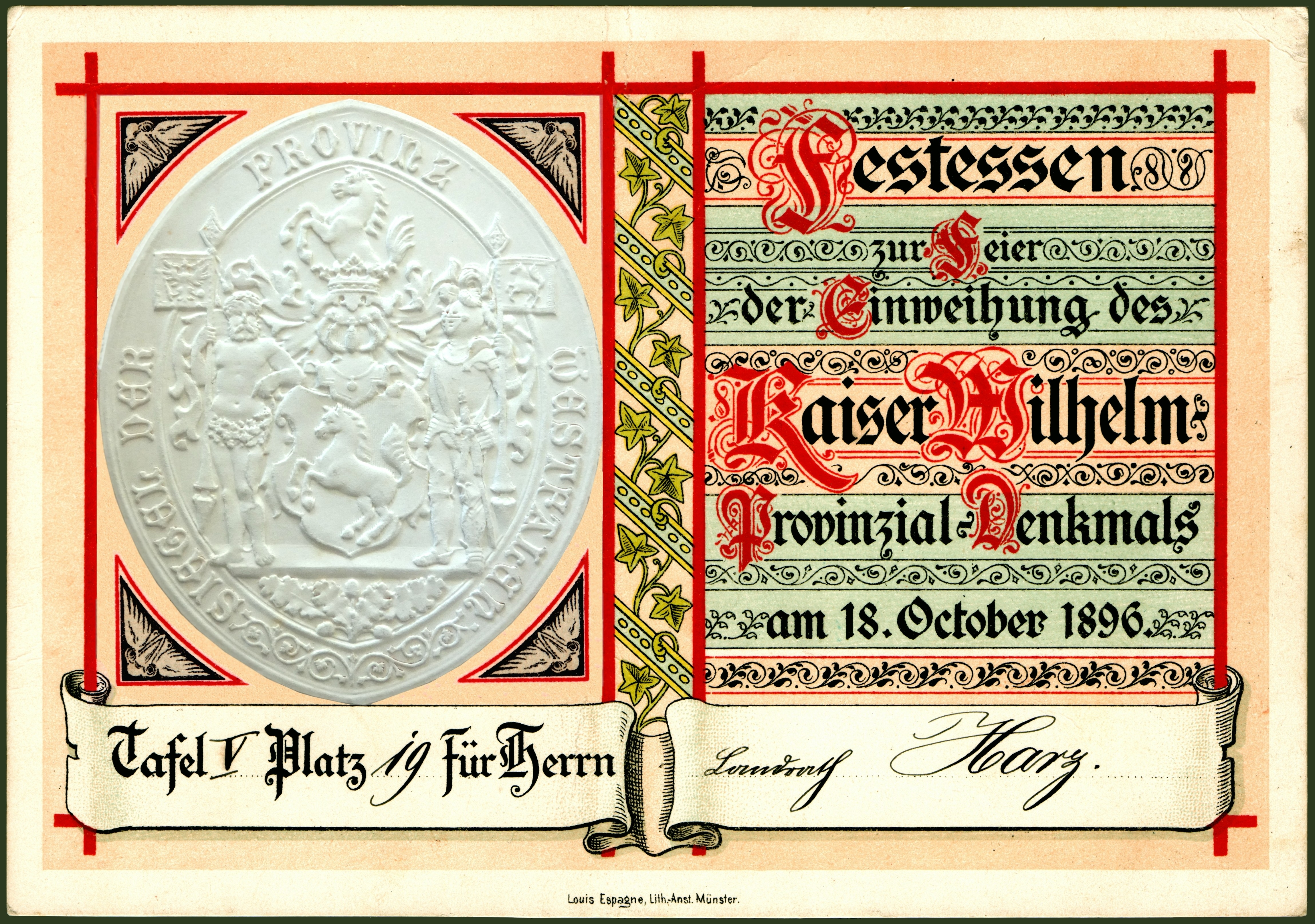
Segnaposto per la cena di inaugurazione del 18 ottobre 1896

Il monumento all'Imperatore Guglielmo si trova all'estremità orientale della catena delle colline Wiehen sulle pendici orientali del Wittekindsberg (a 294,2 metri sul livello del mare). Domina la grande gola di Porta Westfalica, attraverso la quale il fiume Weser scorre tra le colline Wiehen a ovest e le colline Weser a est e tra le città di Porta Westfalica a sud e Minden a nord. È qui che il Weser esce dagli altopiani centrali tedeschi e si snoda attraverso la pianura della Germania settentrionale. Il sito si trovava al confine orientale della vecchia provincia di Westfalia con Porta Westfalica. Il monumento si trova all'interno della municipalità di Barkhausen, nel comune di Porta Westfalica.

## Storia
Dopo la morte dell'imperatore Guglielmo I, vennero costruiti monumenti in suo onore in tutta la Prussia e in altre grandi città tedesche. Il 15 marzo 1889, il governo della provincia di Westfalia votò, con una piccola maggioranza, per erigere un monumento all'imperatore Guglielmo a Porta Westfalica.
Caspar von Zumbusch di Herzebrock fu incaricato di creare la statua in bronzo di Guglielmo I. La provincia indisse un concorso per selezionare un architetto per la progettazione dell'allestimento e ne vennero presentati 58. La giuria, assegnò il primo premio all'architetto berlinese Bruno Schmitz, il cui progetto fu scelto per la realizzazione del monumento. Un altro primo premio venne assegnato agli architetti di Dresda, Richard Reuter e Theodor Fischer. I preparativi per la sua costruzione iniziarono nell'estate del 1892. Il costo dell'intero monumento, compreso l'acquisto del terreno e la costruzione della strada di accesso, venne stimato in 800.000 marchi d'oro; alla fine ne costò 833.000 o, secondo altre fonti, fino a un milione.
Per la costruzione occorsero circa 13000 m3 di muratura e venne realizzata una scala lunga 3000 metri. Il 18  ottobre 1896 il monumento fu inaugurato alla presenza dell'imperatore Guglielmo II e dell'imperatrice Augusta Victoria durante una cerimonia alla quale hanno presero parte tra le 15.000 e le 20.000 persone.
Nella Repubblica di Weimar, l'imperatore aveva abdicato, quindi il 25º anniversario del monumento trascorse senza essere ricordato. Nel 1921 fu aggiunta una lapide in onore dei caduti nella prima guerra mondiale. Solo nel 1926 il monumento divenne di nuovo un punto focale quando le associazioni nazionali organizzarono qui una "Giornata tedesca".
Nel 2000, il monumento è stato restaurato e si prevedeva di iniziare la ristrutturazione della terrazza e del bar circostante nel 2013, preceduta dalla sostituzione di aree della terrazza che erano state distrutte nel 1946 quando le truppe britanniche fecero esplodere un impianto di produzione sotterraneo in tempo di guerra.

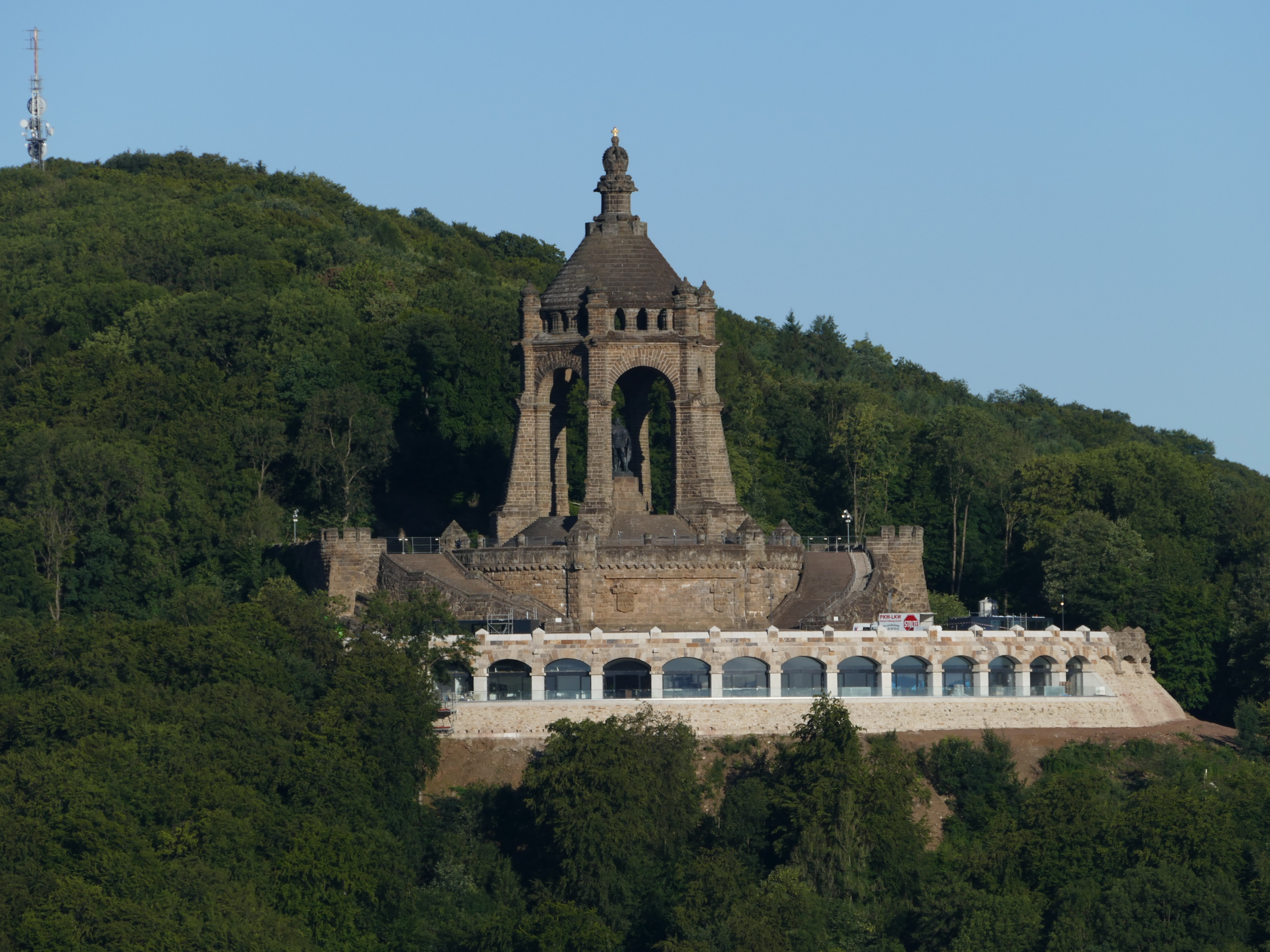
Monumento con terrazza ad anello ricostruita, 2018

Dal 2013 al 2018 il monumento è stato restaurato e l'area ristrutturata in base a un nuovo concetto di visita dall'architetto Peter Bastian di Münster. Nella terrazza ad anello del monumento sono stati costruiti un ristorante e una sala espositiva. Dopo la ricostruzione, il monumento è stato solennemente riaperto l'8 luglio 2018.

## Viste
Ci sono spesso buone viste dal monumento all'Imperatore Guglielmo sulla città di Porta Westfalica, sulla pianura della Germania settentrionale e sulle colline del Weser dall'altra parte della gola.

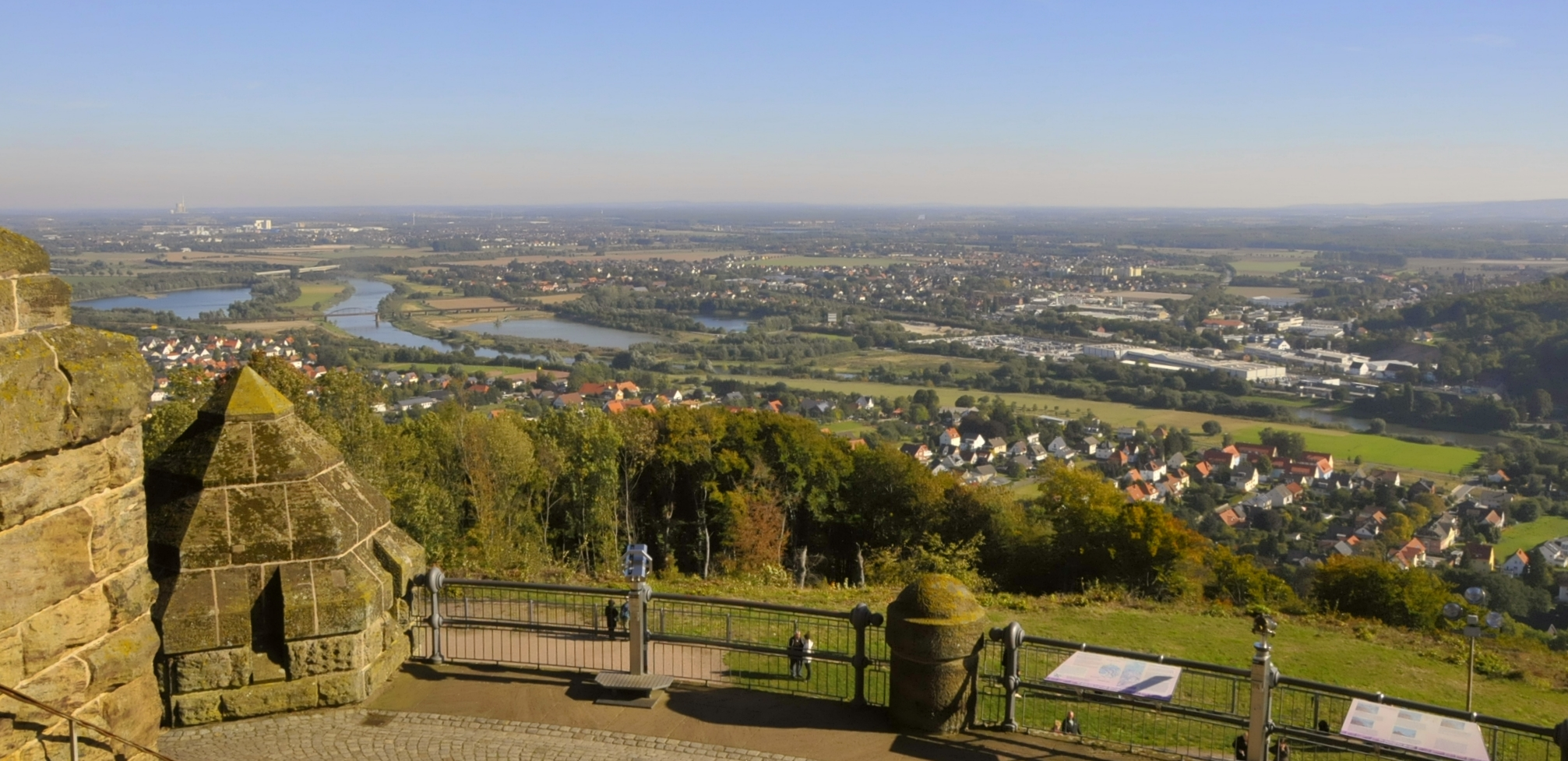
Guardando a nord-est verso Barkhausen (in primo piano), il fiume Weser, il ponte verde (vecchio ponte ferroviario) e il villaggio di Neesen dall'altra parte del fiume Weser
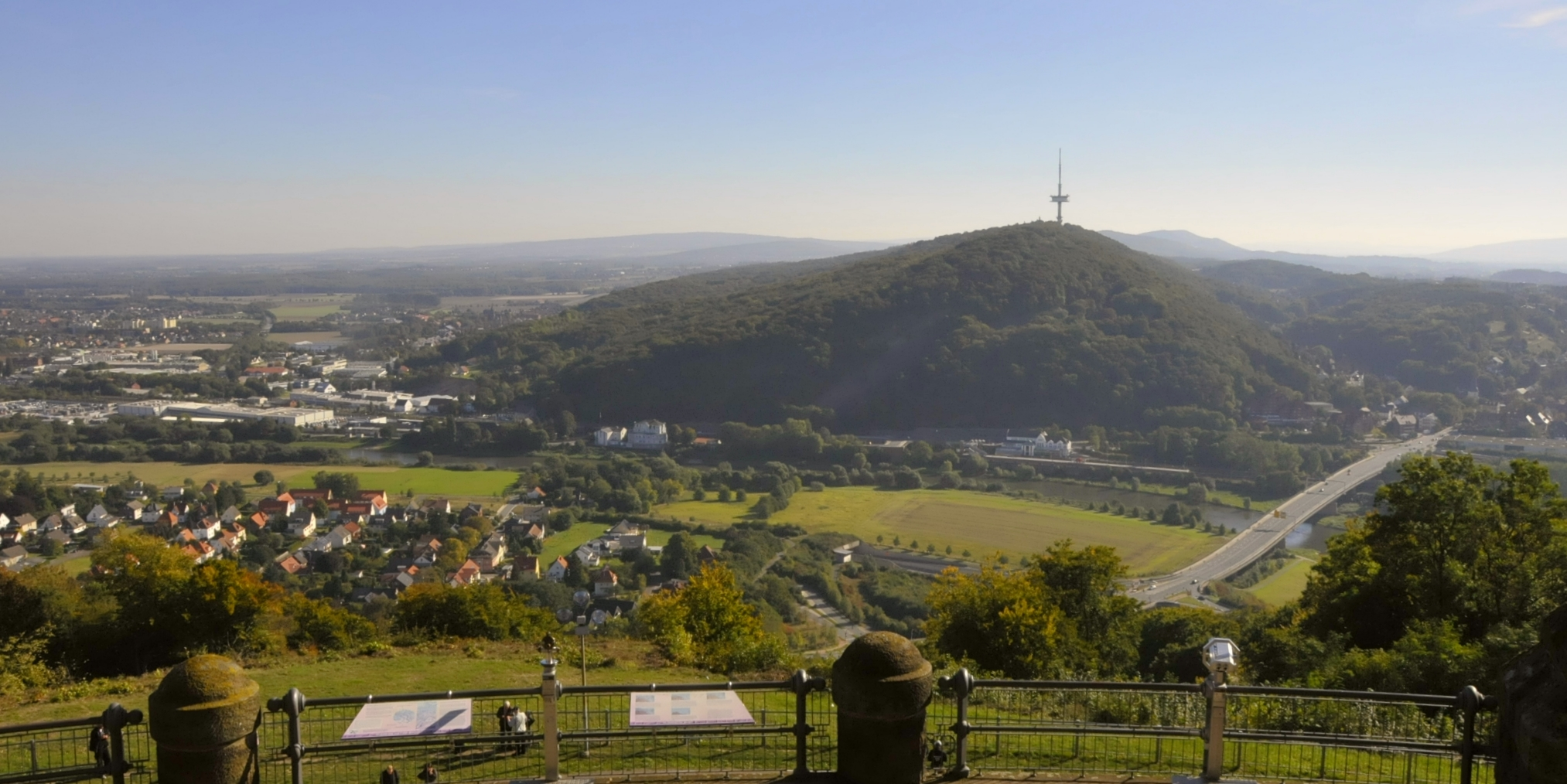
Guardando ad est verso Barkhausen (in primo piano), il ponte sul Weser, la torre di trasmissione Jakobsberg (colline Weser) e i villaggi di Lerbeck (vicino al bosco) e Neesen (a sinistra) sul lato opposto del Weser